# 2014년 미스 아시아 퍼시픽 월드
미스 아시아 퍼시픽 월드는 동아시아에 본부를 두고 있는 탤런트 선발대회이다. 2014년 대회는 5월 31일 서울에서 개최되었다.
2014년 미스 아시아 퍼시픽 월드는 인도의 THE TIMES GROUP, 중국의 YUUZOO 모바일, FASHION ONE, MediaCorp., CCTV의 ICS가 주관 방영하는 아시아 태평양 기반의 미녀 선발 대회이다. 알란 우가 메인 MC를 맡았다.
2014년 미스 아시아 퍼시픽 월드 대회부터는 시상식을 추가하여, 각 부문 및 한류문화 발전에 기여한 수상자를 선정하였다. 한류 월드스타 대상은 탤런트 최수종, 하희라, 월드 혁신 디지털 브랜드 대상은 전 노키아 아시아 태평양 회장 토마스 질리아쿠스, 아시아 태평양 스타상은 탤런트 이종원, 뉴 스타상 남자 부문은 한주완, 여자 부문은 강소라, 한류 의료 대상은 반재상 바노바기성형외과 대표원장, 아시아 메디컬 대상은 오창현 바노바기성형외과 대표원장, 비즈니스 브랜드 대상은 윤홍근 제너시스 BBQ 회장이 수상했다. 맥심은 올해의 매거진으로 선정되었다.
2014년 대회 우승자인 미얀마의 메이 마얏 노에 아웅은 대회를 마친 후 3개월 후 그녀의 어머니와 연예 활동을 위하여 한국에 들어왔으나, 체류 8일 만에 그 행동이 무례하여, 조직위에서 1위 파기서를 통보한 후, 자국으로 귀환하여 줄 것을 통보하였다. 그러자 원래 귀환 종용을 받은 날짜 이전에 왕관을 갖고 자국으로 도주하였다. 수일 후에 그녀는 전 세계 언론을 불러놓고 조직위가 "전신 성형 강요와 성접대 강요를 하였다"라는 거짓 사실을 유포하여 전 세계 언론에 주목을 받았다. 조직위는 이 사건 발생 10개월 후에 모든 자료들을 취합하여 강남 경찰서에 허위사실 유포와 명예 훼손으로 고소를 한 상태로, 한국 결과가 나오는 되로 미얀마 현지에서 그녀와 어머니를 형사 고소할 것이다라고 밝혔다.
2016년 4월 7일, 서울중앙지방검찰청 하지수 검사는 타테아웅 메이 마얏 노에 아웅을 출판물에의한명예훼손으로 기소중지처분을 명령했다{사건번호 2016형 제31557, 공소시효만료일 (장기) 20022.09.1}. 이 대회 최고조직위는 언론사에 유언비어를 퍼트린 국내 1명을 형사처벌 하고, 타테이아웅과 그의 어머니를 미얀마 현지에서 형사고발 및 손해배상 소송을 하게 된다.

## 최종 결과

### 순위
| 순위                    | 참가자 |
| ----------------------- | --- |
| 2014 미스 아시아 퍼시픽 | - 대한민국 – 김이아 (2위에서 1위 승계됨) |
| 탑 6 결선 진출자        | - 마카오 – 히오 만 차 - 필리핀 – 힐라리 다니엘르 파룬가오 - 인도 – 아누크리티 쿠센 - 싱가포르 – 푸차 카우 길 - 태국 – 니사나 몽사이                                                                                            |
| 탑 15 준 결선 진출자    | - 체코 – 렌카 조세피오바 - 에콰도르 – 디아넬라 로페즈 - 독일 – 조한나 에이스 - 온두라스 – 나탈리아 코토 - 파키스탄 – 샹제이 하얏 - 슬로바키아 – 페트라 토하우세로바 - 스리랑카 – 아만다 실바 - 트리니다드 토바고 – 티파니 훈트 |

## 참가자 명단
| 국가             | 이름                     | 나이 | 키(m) | 출신지           |
| ---------------- | ------------------------ | ---- | ----- | ---------------- |
| 싱가포르         | 푸자 쿠아 질             | 22   | 1.71  | 싱가포르         |
| 바누아투         | 사라 물하우즈            | 29   | 1.73  | 바누아투         |
| 태국             | 니사나 몽사이            | 18   | 1.77  | 방콕             |
| 이스라엘         | 디클라 마리우마          | 27   | 1.70  | 예루살렘         |
| 앙골라           | 바네사 도스 산토스       | 22   | 1.73  | 루안다           |
| 방글라데시       | 파티마투 조흐라          | 20   | 1.73  | 다카             |
| 캄보디아         | 터치 미니트              | 23   | 1.68  | 프놈펜           |
| 인도             | 아누크리티 구세인        | 20   | 1.69  | 델리             |
| 레바논           | 크리스텔 하우찹          | 22   | 1.69  | 시드니           |
| 카자흐스탄       | 나길즈 멘뒤바예바        | 21   | 1.77  | 아스타나         |
| 벨리즈           | 타마 오키아 존스         | 22   | 1.73  | 벨리즈시티       |
| 이탈리아         | 프렌체스카 로시          | 23   | 1.76  | 사르데냐         |
| 이집트           | 아스마 아델마우구드      | 26   | 1.73  | 카이로           |
| 나이지리아       | 엔젤 이네                | 22   | 1.78  | 라고스           |
| 베트남           | 응웬 리 미린             | 25   | 1.73  | 호치민           |
| 베네수엘라       | 애니 잠브라노            | 26   | 1.78  | 카라카스         |
| 미국             | 자헤라 브라톤            | 26   | 1.69  | 뉴욕             |
| 캐나다           | 알레시아 수딘            | 18   | 1.73  | 토론토           |
| 아르메니아       | 안나 그리고얀            | 22   | 1.78  | 예레반           |
| 몽골             | 우얀가 문카달라이        | 18   | 1.70  | 울란바토르       |
| 조지아           | 니노 타블리아쉬빌리      | 26   | 1.74  | 트빌리시         |
| 필리핀           | 힐라리 다니엘르 파룬가오 | 22   | 1.74  | 누에바비스카야주 |
| 벨기에           | 졸리엔 반 데 스텐        | 25   | 1.74  | 브뤼셀           |
| 호주             | 브리타니 블로머          | 20   | 1.75  | 시드니           |
| 알제리           | 페드와 알리안            | 21   | 1.78  | 알제             |
| 에콰도르         | 디아넬라 로페즈          | 19   | 1.78  | 키토             |
| 루마니아         | 윌리아 두미트레스쿠      | 21   | 1.72  | 클루지나포카     |
| 독일             | 조한나 에이스            | 22   | 1.74  | 에슈바일러       |
| 영국             | 조이 쉬림톤              | 18   | 1.73  | 리버풀           |
| 콜롬비아         | 파올라 구즈만            | 21   | 1.70  | 보고타           |
| 덴마크           | 딤플 쉬비아              | 21   | 1.73  | 코펜하겐         |
| 트리니다드토바고 | 티파니 훈트              | 20   | 1.78  | 포트오브스페인   |
| 세이셸           | 린다 퀴                  | 24   | 1.78  | 헬싱키           |
| 러시아           | 옥사나 그루샤니나        | 26   | 1.76  | 모스크바         |
| 파키스탄         | 산체이 하얏              | 25   | 1.73  | 토론토           |
| 대만             | 잉 시 레이               | 22   | 1.70  | 타이베이         |
| 불가리아         | 빅토리아 크베타노바      | 20   | 1.75  | 소피아           |
| 파나마           | 마리아 라우라            | 20   | 1.74  | 파나마 시티      |
| 칠레             | 자리나 로살레스          | 19   | 1.75  | 산티아고         |
| 온두라스         | 나탈리아 코토            | 26   | 1.75  | 테구시갈파       |
| 체코             | 렌카 조세피오바          | 23   | 1.75  | 프라하           |
| 슬로바키아       | 페트라 톤하우세로바      | 24   | 1.78  | 브라티슬라바     |
| 미얀마           | 메이 마얏 노에           | 18   | 1.72  | 양곤             |
| 폴란드           | 아가타 지아렉            | 27   | 1.73  | 바르샤바         |
| 말레이시아       | 아멜리아 리유            | 27   | 1.72  | 쿠알라룸푸르     |
| 쿠르디스탄       | 카리사 알리              | 19   | 1.78  | 헬싱키           |
| 엘살바도르       | 에를린 모차              | 22   | 1.74  | 산살바도르       |

## 같이 보기
- 미스 유니버스
- 미스 월드
- 미스 어스
- 미스 인터내셔널